# Bajro Ikanović
Bajro Ikanović (Hrnčići, 8 de noviembre de 1976) es un terrorista e islamista bosnio, y comandante en jefe del Estado Islámico en Siria e Irak.
Ikanović nació en Hrnčići, Bratunac, ubicado al este de Bosnia y Herzegovina. Anteriormente, Ikanović había sido condenado a ocho años de cárcel por delitos terroristas vinculados al caso Bektašević caso, el 10 de enero de 2007, el cual fue reducido a cuatro años tras una apelación realizada el 21 de mayo de ese año. Fue puesto en libertad en 2011. Según la fiscalía, «Mirsad Bektašević y Abdulkadir Cesur [tenían] la intención de cometer un acto terrorista en el territorio de Bosnia y Herzegovina o en algún otro país europeo (…) el objetivo de este adjunto [sic] era para forzar que el gobierno bosnio o de algún país europeo, retirarán sus tropas de Irak y Afganistán». La Agencia de Protección e Investigación Estatal abrieron una investigación en su contra el 10 de junio de 2014, y la Fiscalía presentó un informe sobre el delito cometido y el autor de los hechos en virtud del Artículo 202d. CC BiH (organizar y pertenecer a un grupo terrorista).
Según el Departamento del Tesoro de los Estados Unidos, Ikanovic ha ostentado diversos cargos de liderazgo dentro del Estado islámico en Irak y Siria durante varios años anteriores, incluyendo en el Consejo del Shura en 2014. En diciembre de 2013, Abu Omar al-Shishani promovió a Ikanović para encabezar del campamento de formación militar más grande del norte de Siria.
En mayo de 2016, los medios bosnios reportaron sobre la «información no conformada» por la Agencia de Protección e Investigación Estatal, de que Ikanović habría sido asesinado en Irak.